# Baroy
Baroy is een gemeente in de Filipijnse provincie Lanao del Norte in het noorden van het eiland Mindanao. Bij de laatste census in 2007 had de gemeente ruim 21 duizend inwoners.

## Geografie

### Bestuurlijke indeling
Baroy is onderverdeeld in de volgende 23 barangays:
| - Andil - Bagong Dawis - Baroy Daku - Bato - Cabasagan - Dalama - Libertad - Limwag - Lindongan - Maliwanag - Manan-ao - Pange | - Pindolonan - Poblacion - Princesa - Rawan Point - Riverside - Sagadan - Sagadan Upper - Salong - San Juan - Tinubdan - Village |

## Demografie
Baroy had bij de census van 2007 een inwoneraantal van 21.430 mensen. Dit zijn 1.038 mensen (5,1%) meer dan bij de vorige census van 2000. De gemiddelde jaarlijkse groei komt daarmee uit op 0,69%, hetgeen lager is dan het landelijk jaarlijks gemiddelde over deze periode (2,04%). Vergeleken met de census van 1995 is het aantal mensen met 77 (0,4%) toegenomen.

De bevolkingsdichtheid van Baroy was ten tijde van de laatste census, met 21.430 inwoners op 72,35 km², 296,2 mensen per km².